# 世にも奇妙な物語 秋の特別編 (2005年)
『世にも奇妙な物語 秋の特別編』（よにもきみょうなものがたり あきのとくべつへん）は、2005年10月4日（火曜日）21:30 - 23:30にフジテレビで放送された『世にも奇妙な物語』の特別編。

## 8分間

### キャスト
- 村上雅彦 - 坂口憲二
- 村上あずさ - 山田優
- 山岸医師 - 山崎一
- 梶原 - 桜井聖
- ひったくりの男 - 樋口玲
- 病院の会計係 - 宮城奈美

### スタッフ
- 脚本 - 佐藤久美子
- 演出 - 都築淳一

## 過去が届く午後

### キャスト
- 浅井有子 - 松田聖子
- 吉田真紗美 - 秋本奈緒美
- 田宮社長 - 石橋祐
- 麻子 - 江頭由衣
- 宅急便の男 - 玉有洋一郎、長山雄作
- 郵便配達人 - 佐々木征史
- 吉田秀之 - 布施博

### スタッフ
- 原作 - 唯川恵「過去が届く午後」（「病む月」所収 / 集英社）
- 脚本 - 旺季志ずか
- 演出 - 佐藤祐市

## 影武者

### キャスト
- 与吉・頼親 - 原田泰造（ネプチューン）
- 千代姫 - 木村多江
- 彦左（家老） - 山田明郷
- 津田 - 谷口高史
- シズ - 林英世
- 安井 - 加藤正記
- 子供 - 及川綾、川並詩音

### スタッフ
- 原作 - 手塚治虫「最上殿始末」（実業之日本社）
- 脚本 - 飯田譲治
- 演出 - 土方政人

## ネカマな男
- 主演 - 椎名桔平

## 越境

### キャスト
- 有吉百合子／ゆり子 - 木村佳乃
- 柴田錬／恋人 - 佐々木蔵之介
- 独裁者／警官 - 吉田朝
- 秘密警察隊長／マネージャー - 奥田達士
- 秘密警察 - 青木一、浅里昌吾、堤匡孝、南好洋
- 恋人（声） - 福田裕也
- 中年男／清掃員 - 塩見三省

### スタッフ
- 脚本 - 中村樹基、半澤律子
- 演出 - 星護